# Ділянка лісу (пам'ятка природи, Горохівський район)
Діля́нка лі́су — ботанічна пам'ятка природи місцевого значення в Україні. Розташована в межах Луцького району Волинської області, неподалік від села Зелене, на північний схід від села Диковини. 
Площа 1,6 га. Статус надано згідно з рішенням виконавчого комітету Волинської обласної ради депутатів трудящих від 11.07.72 № 255 «Про віднесення окремих пам’яток природи місцевого значення області до нової категорії заповідності». Перебуває у віданні філії «Володимир-Волинське лісомисливське господарство», Ново-Зборишівське лісництво, кв. 195, вид. 40, кв. 196, вид. 3. 
Статус надано для збереження цінних насаджень бархату амурського.

## Галерея

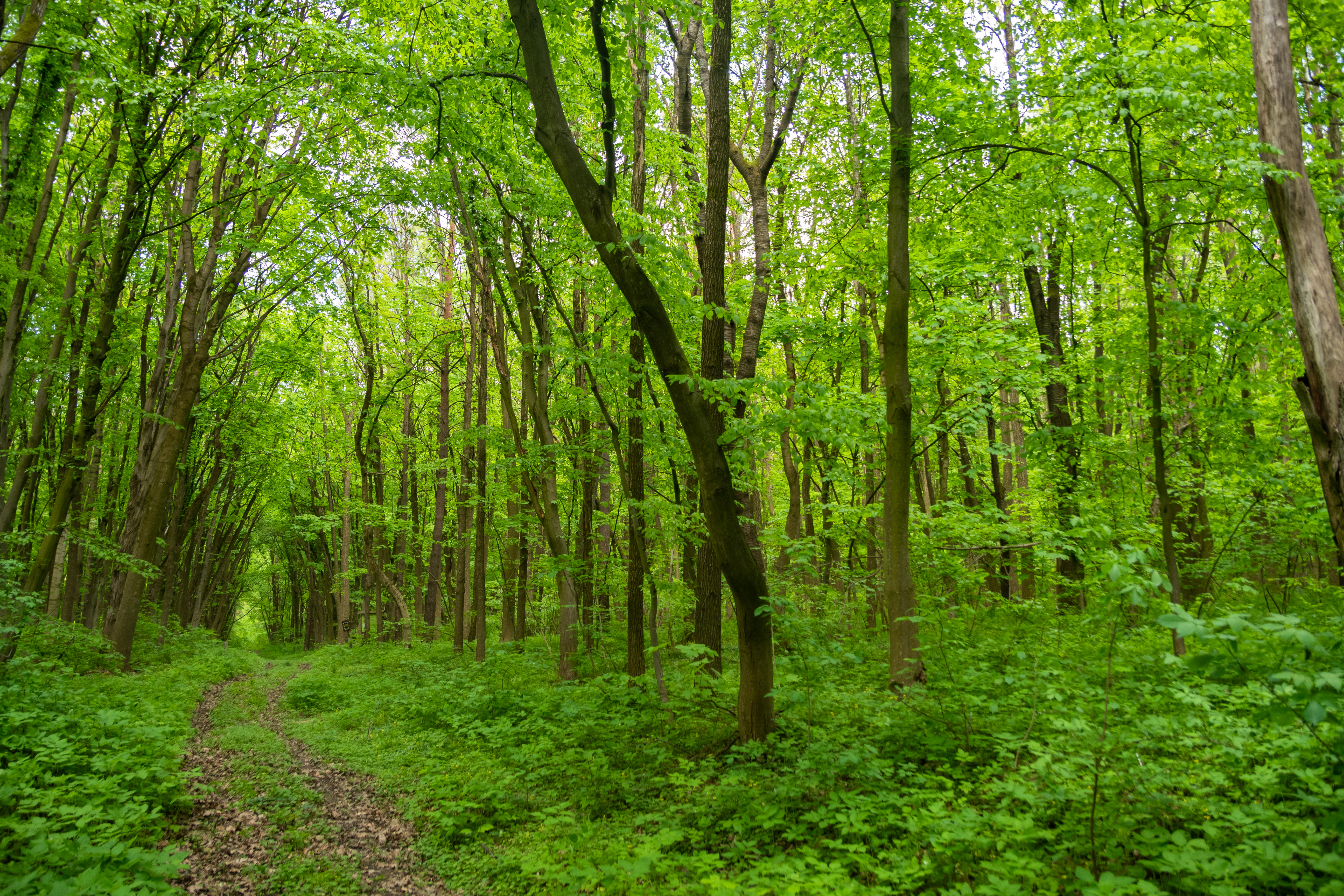
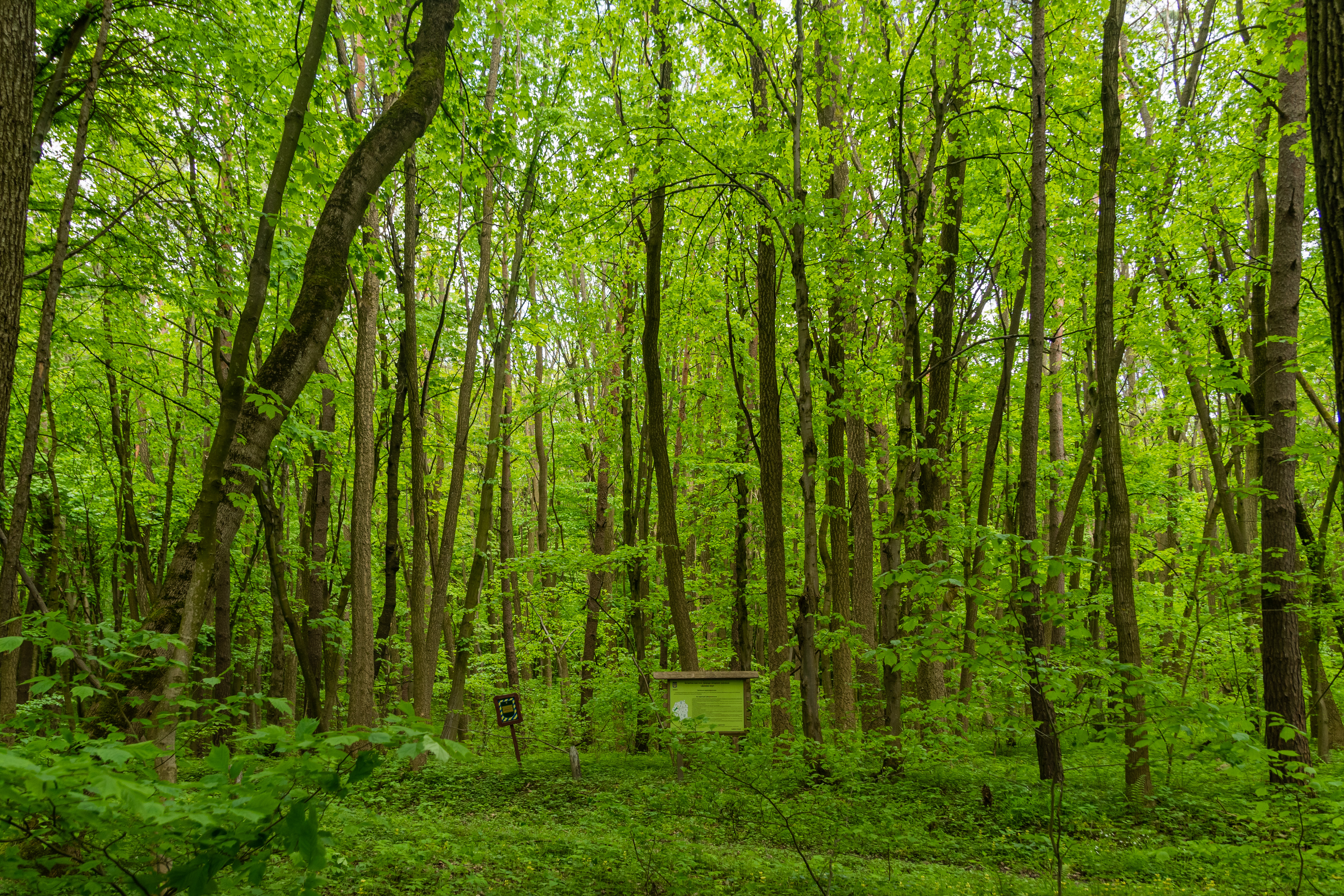
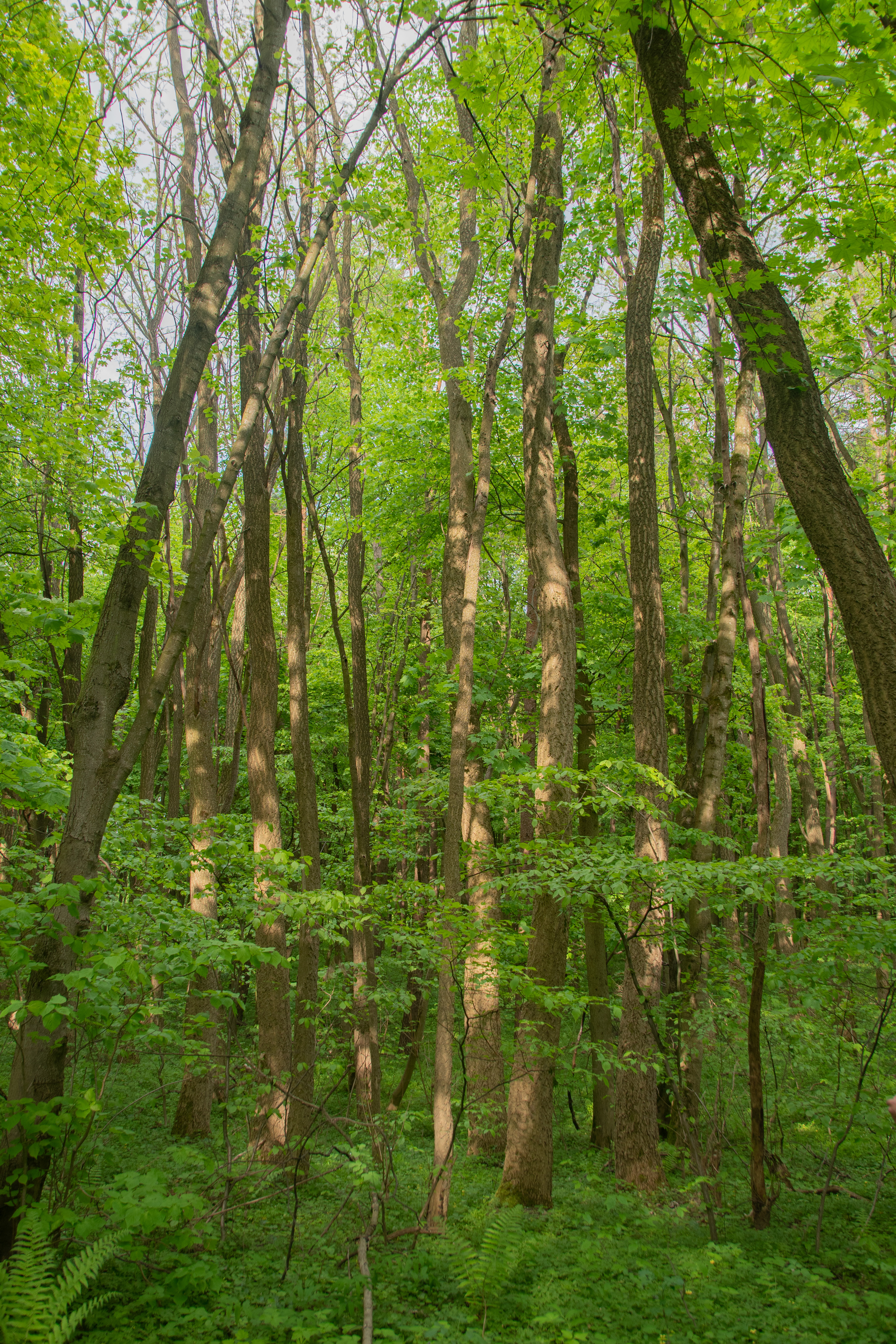
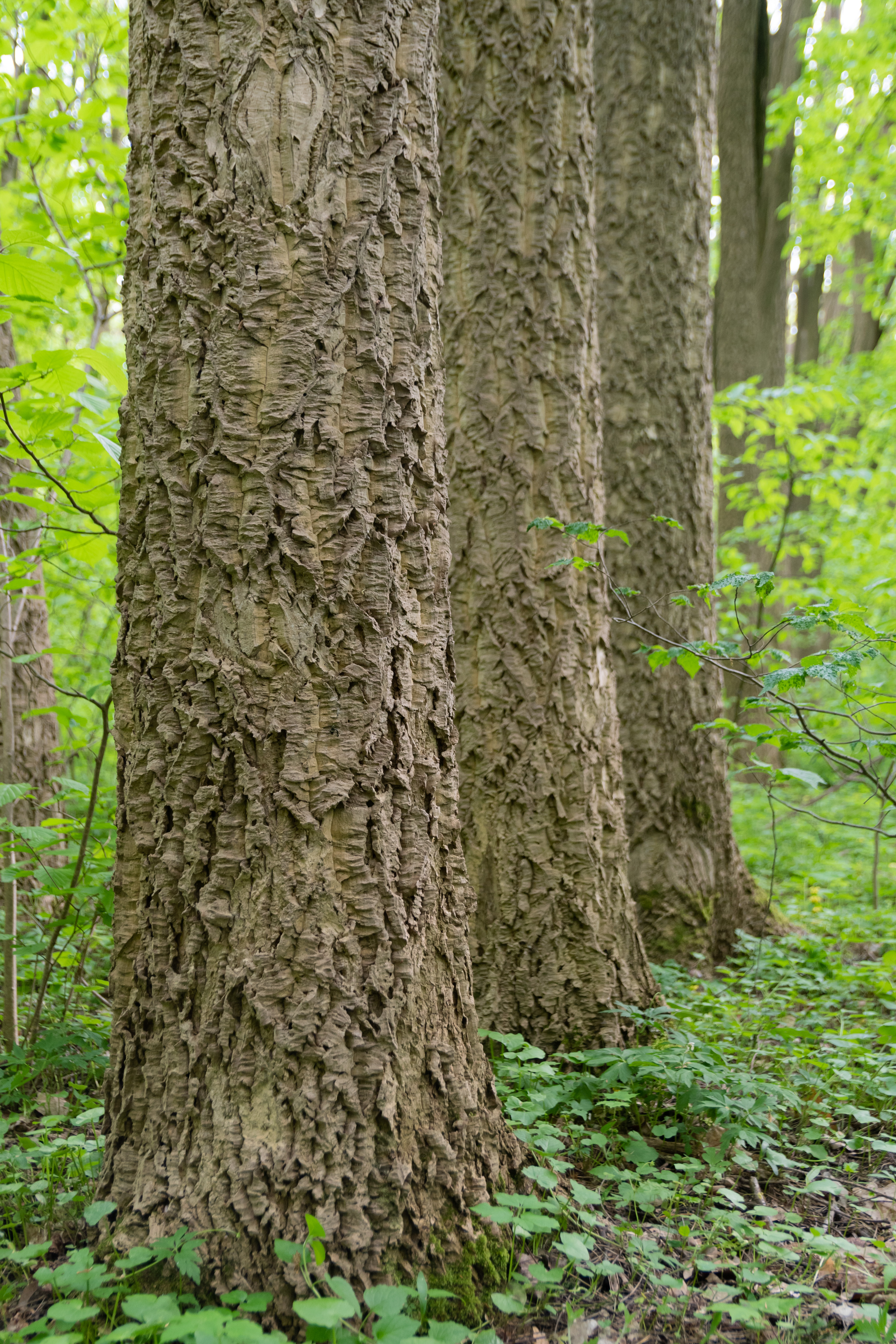